# Baco 22A
Il Baco blanc o Baco 22A è un vitigno a bacca bianca ibrido franco-americana. È un incrocio tra la varietà francese Folle blanche  e l'americana Noah creato nel 1898 da François Baco.
Folle Blanche è un affine della vitis vinifera Noah che a sua volta è un incrocio tra vitis labrusca e vitis riparia.